# Monomeria longipes
Monomeria longipes là một loài thực vật có hoa trong họ Lan. Loài này được (Rchb.f.) Aver. mô tả khoa học đầu tiên năm 1994.